# Siedlung an der Gundlitzer-Straße
Siedlung an der Gundlitzer-Straße ist ein Gemeindeteil des Marktes Stammbach im Landkreis Hof (Oberfranken, Bayern). Siedlung an der Gundlitzer-Straße liegt in der Gemarkung Stammbach.

## Geografie
Der Ort bildet mit Stammbach im Osten eine geschlossene Siedlung. Sie liegt am Stammbach und an der Kreisstraße HO 22/KU 1, die nach Gundlitz verläuft (2 km südwestlich).

## Geschichte
Siedlung an der Gundlitzer-Straße wurde Mitte des 20. Jahrhunderts auf dem Gemeindegebiet von Stammbach gegründet.

### Einwohnerentwicklung
| Jahr      | 1950  | 1961  | 1970  | 1987   |
| Einwohner | 37    | 38    | *     | *      |
| Häuser    | 6     | 7     |       | *      |
| Quelle    | [ 7 ] | [ 8 ] | [ 9 ] | [ 10 ] |

## Religion
Siedlung an der Gundlitzer-Straße ist evangelisch-lutherisch geprägt und bis heute nach St. Maria (Stammbach) gepfarrt.